# România la Jocurile Olimpice de iarnă din 1968
România a participat la Jocurile Olimpice de iarnă din 1968 cu 30 sportivi care au concurat la 5 sporturi (biatlon, bob, hochei pe gheață, patinaj artistic și schi alpin).

## Participarea românească
România a trimis la Grenoble o delegație formată din numai 30 sportivi (29 bărbați și 1 femeie), care au concurat la 5 sporturi cu 9 probe (8 masculine și 1 feminină).
La aceste jocuri olimpice de iarnă, România a obținut prima și până în prezent singura medalie din istoria participărilor sale - medalia de bronz obținută de echipajul de bob-2 persoane alcătuit din Ion Panțuru și Nicolae Neagoe. Sportivi experimentați, cei doi boberi deveniseră campioni europeni cu un an în urmă și vicecampioni europeni în preajma concursului de la Grenoble. Ei au făcut parte și din echipajul de bob-4 persoane (alături de Petre Hristovici și Gheorghe Maftei) care s-a clasat pe locul 4 la olimpiadă.
Vorbind despre Jocurile Olimpice de la Grenoble, Ion Panțuru afirma că: "Locul trei de la Grenoble a fost de fapt locul doi. Să vă explic de ce. Locul unu a fost la egalitate cu locul doi, dar regulamentul a spus că suntem pe locul trei, cucerind astfel medalia de bronz. La acea vreme, nu m-am gândit nici o clipă că va rămâne singura medalie din istoria participării României la JO de iarnă. O întâmplare deosebită a avut loc la bobul de patru, tot la Grenoble, acolo unde am fost pe trei până la ultimul echipaj, cel al Elveției. Toată lumea mă felicita, dar eu parcă simțeam că voi fi depășit" .
Două alte participări apreciate au fost cele ale schiorului junior Dan Cristea (n. 1949), care a demonstrat reale calități și a ocupat locul 25 la slalom și ale patinatoarei Beatrice Huștiu (n. 1956), care la numai 11 ani și jumătate, s-a clasat pe locul 29, devansând în programul liber 12 patinatoare mult mai experimentate.
Bilanțul delegației României a fost cel mai bun din toate participările la olimpiadele albe: medalie de bronz la bob-2 persoane, locul 4 la bob-4 persoane și locul 7 la ștafeta de biatlon pe distanța de 4x7,5 km. La această ediție a Jocurilor Olimpice, România a obținut 7 puncte în clasamentul pe națiuni, ocupând locul 15 pe medalii și locul 16 în ierarhia pe puncte.

## Premierea sportivilor
Ion Panțuru, pilotul de bob medaliat cu bronz la Olimpiada albă de la Grenoble, a relatat astfel despre modul cum a fost primit în țară după obținerea medaliei de bronz: "Am fost primiți cu mare fast în țară, cu toate că nu ne așteptam. Am fost așteptați de multă lume la aeroport, oameni simpli veniți ca să ne vadă. (...) Am primit titlul de Maestru Emerit în același timp cu Ilie Năstase, iar din punct de vedere financiar ne-au dat cât să nu zicem că nu am primit nimic. (...) Medalia de la Olimpiadă a implicat 50% reducere de impozit pe salariu și am avut dreptul la o cameră în plus fără să plătesc spațiul excedentar (pe acea vreme stăteam într-o casă a statului)" .

## Biatlon
| Sportiv                                                                        | Probă                  | Ținte ratate | Timp                                                 | Loc |
| ------------------------------------------------------------------------------ | ---------------------- | ------------ | ---------------------------------------------------- | --- |
| Constantin Carabela                                                            | 20 km (m)              | 0            | 1:22.52,2 (+9.06,3)                                  | 14  |
| Gheorghe Vilmoș                                                                | 20 km (m)              | 6            | 1:26.07,3 (+12.21,4)                                 | 22  |
| Gheorghe Cimpoia                                                               | 20 km (m)              | 1            | 1:26.36,5 (+12.50,6)                                 | 23  |
| Nicolae Bărbășescu                                                             | 20 km (m)              | 4            | 1:28.05,3 (+14.19,4)                                 | 29  |
| Echipa Gheorghe Cimpoia Constantin Carabela Nicolae Bărbășescu Gheorghe Vilmoș | ștafetă 4 x 7,5 km (m) | 4 0 4 0      | 2:25.39,8 (+12.37,4) 36.54,2 34.54,7 38.50,3 35.00,6 | 7   |

## Bob
| Sportiv                                                     | Probă                | Rezultat | Rezultat | Rezultat | Rezultat | Rezultat        | Rezultat      |
| Sportiv                                                     | Probă                | Manșa 1  | Manșa 2  | Manșa 3  | Manșa 4  | Total           | Loc           |
| ----------------------------------------------------------- | -------------------- | -------- | -------- | -------- | -------- | --------------- | ------------- |
| Ion Panțuru Nicolae Neagoe                                  | România I (Bob-2 m)  | 1.10,20  | 1.11,62  | 1.11,31  | 1.11,33  | 4.44,46 (+2,92) | 3             |
| Romeo Nedelcu Gheorghe Maftei                               | România II (Bob-2 m) | abandon  | -        | -        | -        | nu a terminat   | nu a terminat |
| Ion Panțuru Petre Hristovici Gheorghe Maftei Nicolae Neagoe | România I (Bob-4 m)  | 1.10,59  | 1.07,55  | 1.11,08  | 1.11,32  | 2.18,14 (+0,75) | 4             |

## Hochei pe gheață
Masculin
| Sportiv | Meciuri                  | Meciuri                   | Rezultate   | Loc |
| --- | ------------------------ | ------------------------- | ----------- | --- |
| Constantin Dumitraș (portar) Mihai Stoiculescu (portar) Ștefan Ionescu (apărător) Dezideriu Varga (apărător) Zoltan Czaka (apărător) Zoltan Fagarasi (apărător) Răzvan Schiau (apărător) Ștefan Texe (înaintaș) Vasile Boldescu (înaintaș) Eduard Pană (înaintaș) Geza Szabo (înaintaș) Ion Bașa (înaintaș) Iulian Florescu (înaintaș) Aurel Moiș (înaintaș) Alexandru Calamar (înaintaș) Valentin Ștefan (înaintaș) Ioan Gheorghiu (înaintaș) Iuliu Szabo (înaintaș) | calificări:              | calificări:               | calificări: | 12  |
| Constantin Dumitraș (portar) Mihai Stoiculescu (portar) Ștefan Ionescu (apărător) Dezideriu Varga (apărător) Zoltan Czaka (apărător) Zoltan Fagarasi (apărător) Răzvan Schiau (apărător) Ștefan Texe (înaintaș) Vasile Boldescu (înaintaș) Eduard Pană (înaintaș) Geza Szabo (înaintaș) Ion Bașa (înaintaș) Iulian Florescu (înaintaș) Aurel Moiș (înaintaș) Alexandru Calamar (înaintaș) Valentin Ștefan (înaintaș) Ioan Gheorghiu (înaintaș) Iuliu Szabo (înaintaș) | 4 februarie 1968         | R.S. România - RDG        | 0 - 7       | 12  |
| Constantin Dumitraș (portar) Mihai Stoiculescu (portar) Ștefan Ionescu (apărător) Dezideriu Varga (apărător) Zoltan Czaka (apărător) Zoltan Fagarasi (apărător) Răzvan Schiau (apărător) Ștefan Texe (înaintaș) Vasile Boldescu (înaintaș) Eduard Pană (înaintaș) Geza Szabo (înaintaș) Ion Bașa (înaintaș) Iulian Florescu (înaintaș) Aurel Moiș (înaintaș) Alexandru Calamar (înaintaș) Valentin Ștefan (înaintaș) Ioan Gheorghiu (înaintaș) Iuliu Szabo (înaintaș) | grupa B (locurile 9-14): |                           |             | 12  |
| Constantin Dumitraș (portar) Mihai Stoiculescu (portar) Ștefan Ionescu (apărător) Dezideriu Varga (apărător) Zoltan Czaka (apărător) Zoltan Fagarasi (apărător) Răzvan Schiau (apărător) Ștefan Texe (înaintaș) Vasile Boldescu (înaintaș) Eduard Pană (înaintaș) Geza Szabo (înaintaș) Ion Bașa (înaintaș) Iulian Florescu (înaintaș) Aurel Moiș (înaintaș) Alexandru Calamar (înaintaș) Valentin Ștefan (înaintaș) Ioan Gheorghiu (înaintaș) Iuliu Szabo (înaintaș) | 7 februarie 1968         | R.S. România - Austria    | 3 - 2       | 12  |
| Constantin Dumitraș (portar) Mihai Stoiculescu (portar) Ștefan Ionescu (apărător) Dezideriu Varga (apărător) Zoltan Czaka (apărător) Zoltan Fagarasi (apărător) Răzvan Schiau (apărător) Ștefan Texe (înaintaș) Vasile Boldescu (înaintaș) Eduard Pană (înaintaș) Geza Szabo (înaintaș) Ion Bașa (înaintaș) Iulian Florescu (înaintaș) Aurel Moiș (înaintaș) Alexandru Calamar (înaintaș) Valentin Ștefan (înaintaș) Ioan Gheorghiu (înaintaș) Iuliu Szabo (înaintaș) | 9 februarie 1968         | R.S. România - Franța     | 7 - 3       | 12  |
| Constantin Dumitraș (portar) Mihai Stoiculescu (portar) Ștefan Ionescu (apărător) Dezideriu Varga (apărător) Zoltan Czaka (apărător) Zoltan Fagarasi (apărător) Răzvan Schiau (apărător) Ștefan Texe (înaintaș) Vasile Boldescu (înaintaș) Eduard Pană (înaintaș) Geza Szabo (înaintaș) Ion Bașa (înaintaș) Iulian Florescu (înaintaș) Aurel Moiș (înaintaș) Alexandru Calamar (înaintaș) Valentin Ștefan (înaintaș) Ioan Gheorghiu (înaintaș) Iuliu Szabo (înaintaș) | 12 februarie 1968        | R.S. România - Japonia    | 4 - 5       | 12  |
| Constantin Dumitraș (portar) Mihai Stoiculescu (portar) Ștefan Ionescu (apărător) Dezideriu Varga (apărător) Zoltan Czaka (apărător) Zoltan Fagarasi (apărător) Răzvan Schiau (apărător) Ștefan Texe (înaintaș) Vasile Boldescu (înaintaș) Eduard Pană (înaintaș) Geza Szabo (înaintaș) Ion Bașa (înaintaș) Iulian Florescu (înaintaș) Aurel Moiș (înaintaș) Alexandru Calamar (înaintaș) Valentin Ștefan (înaintaș) Ioan Gheorghiu (înaintaș) Iuliu Szabo (înaintaș) | 14 februarie 1968        | R.S. România - Norvegia   | 3 - 4       | 12  |
| Constantin Dumitraș (portar) Mihai Stoiculescu (portar) Ștefan Ionescu (apărător) Dezideriu Varga (apărător) Zoltan Czaka (apărător) Zoltan Fagarasi (apărător) Răzvan Schiau (apărător) Ștefan Texe (înaintaș) Vasile Boldescu (înaintaș) Eduard Pană (înaintaș) Geza Szabo (înaintaș) Ion Bașa (înaintaș) Iulian Florescu (înaintaș) Aurel Moiș (înaintaș) Alexandru Calamar (înaintaș) Valentin Ștefan (înaintaș) Ioan Gheorghiu (înaintaș) Iuliu Szabo (înaintaș) | 16 februarie 1968        | R.S. România - Iugoslavia | 5 - 9       | 12  |

Clasament (locurile 9-14)
| Loc | Echipa       | Meciuri jucate | Victorii | Egaluri | Înfrângeri | Goluri marcate | Goluri primite | Golaveraj | Puncte |
| --- | ------------ | -------------- | -------- | ------- | ---------- | -------------- | -------------- | --------- | ------ |
| 9.  | Iugoslavia   | 5              | 5        | 0       | 0          | 33             | 9              | +24       | 10     |
| 10. | Japonia      | 5              | 4        | 0       | 1          | 27             | 12             | +15       | 8      |
| 11. | Norvegia     | 5              | 3        | 0       | 2          | 15             | 15             | 0         | 6      |
| 12. | R.S. România | 5              | 2        | 0       | 3          | 22             | 23             | -1        | 4      |
| 13. | Austria      | 5              | 1        | 0       | 4          | 12             | 27             | -15       | 2      |
| 14. | Franța       | 5              | 0        | 0       | 5          | 9              | 32             | -23       | 0      |

## Patinaj artistic
| Sportiv         | Probă      | Total         | Loc |
| --------------- | ---------- | ------------- | --- |
| Beatrice Huștiu | Simplu (f) | 1457,2 puncte | 29  |

## Schi alpin
| Sportiv        | Probă            | Manșa 1                    | Manșa 2                    | Total            | Loc           |
| -------------- | ---------------- | -------------------------- | -------------------------- | ---------------- | ------------- |
| Dan Cristea    | Coborâre (m)     |                            |                            | 2.18,52 (+18,67) | 62            |
| Dan Cristea    | Slalom uriaș (m) |                            |                            | 3.51,64 (+22,36) | 49            |
| Dan Cristea    | Slalom (m)       |                            |                            | 1.53,33 (+13,60) | 25            |
| Dorin Munteanu | Coborâre (m)     |                            |                            | 2.22,53 (+22,68) | 65            |
| Dorin Munteanu | Slalom uriaș (m) | 1.37,93                    | 1.41,95                    | 3.54,96 (+25,68) | 55            |
| Dorin Munteanu | Slalom (m)       | nu s-a calificat în finală | nu s-a calificat în finală | nu a concurat    | nu a concurat |